# Chrístos Iliádis
 (juin 2025).
Chrístos Iliádis (grec moderne : Χρήστος Ηλιάδης) est un ancien pilote de rallye chypriote. Il est né le 27 Aout 1957.

## Biographie
Ce pilote a débuté en rallye en 1982 par le East Cyprus Safari Rally sur une Škoda 130 RS. Il effectue son dernier rallye durant l'année 2000 sur Mitsubishi Lancer Evo III, le 28ème Cyprus Rally ou il termine 19ème au classement général.
Tout au long de sa carrière, il effectue 39 rallyes pour seulement 8 abandons. il remporte 2 rallyes, le Tulip Rally 1985 sur Opel Manta 400 et le Dionysos Autosprint 1990 sur Lancia Delta Integrale. Il remporte également 1 titre majeur, le championnat de Chypre des rallyes 1985 et devient donc champion chypriote des rallyes 1985.

## Palmarès

### Rallyes Remportés
| Année | Rallye               | Rallye               | Rallye               |
| ----- | -------------------- | -------------------- | -------------------- |
| 1985  | Tulip Rally          | Tulip Rally          | Tulip Rally          |
| 1990  | Dionissos Autosprint | Dionissos Autosprint | Dionissos Autosprint |

### Titre Remporté
| Année | Titre                          |
| ----- | ------------------------------ |
| 1985  | Champion de Chypre des rallyes |